# Lázár Lajos (filmrendező)
Lázár Lajos, dr. (Nagybánya, 1885. december 2. – Budapest, VI. kerület, 1936. június 2.) magyar filmrendező, producer, gyártásvezető, ügyvéd. Az első magyar hangosfilm rendezője.

## Élete
Lázár Soma és Hirschkovits Regina gyermekeként született izraelita családban. Középiskolái elvégzése után Budapesten végezte jogi tanulmányait, majd ügyvédi diplomát szerzett. 1915-ben került kapcsolatba a filmgyártással. Az első világháború alatt és azt követően a magyar némafilm egyik termékeny alkotójává vált. 1917-ben Lux néven filmgyárat alapított, amelynek ügyvezető igazgatója volt és filmjeit maga rendezte. Az 1917-ben bemutatott Taifun című filmje volt a magyar filmtörténet első olyan alkotása, amely magyar színészekkel külföldre is eljutott. A Tanácsköztársaság idején Orbán Dezsővel közösen készített Tegnap című filmje az egyetlen teljes egészében fennmaradt munkástémájú film ebből az időszakból. A Tanácsköztársaság bukását követően Bécsbe költözött és csak 1929-ben tért vissza Magyarországra. Ekkor bekapcsolódott az induló magyar hangosfilmgyártásba. Az Országos Filmegyesület alapítója és két évig a Magyar Nemzeti Filmegyesület alelnöke volt. Közreműködött az egyik utolsó némafilm készítésében és ő rendezte az első hazai hangosfilmünket, A kék bálványt 1931-ben. 
Házastársa Freund Mária volt. Két fia született.
Sírja a Kozma utcai izraelita temetőben található.

## Filmjei

### Rendező
- A dollárnéni (1917)
- Az impresszárió (1917)
- Jobbra én, balra te (1917)
- Taifun (1917)
- Tűzpróba (1918)
- A drótostót (1918)
- Az Isten fia és az ördög fia (1918)
- Bob herceg (1918)
- Gül baba (filmterv) (1918)
- Jeruzsálem (1918)
- Őszi vihar (1918)
- Páris királya (1918)
- Selim Nuno, a börzecézár (1918)
- Tegnap (1919, Orbán Dezsővel)
- Uriel Acosta (1919)
- Az ördög hegedűse (1920)
- Rabmadár (1929)
- A szerelem örökké él (1930)
- A kék bálvány (1931)
- Kísértetek vonata (1933)

### Producer
- A dollárnéni (1917)
- Az impresszárió (1917)
- Jobbra én, balra te (1917)
- Taifun (1917)
- Tűzpróba (1917)
- A drótostót (1918)
- Az Isten fia és az ördög fia (1918)
- Bob herceg (1918)
- Gül baba (filmterv) (1918)
- Jeruzsálem (1918)
- Őszi vihar (1918)
- Páris királya (1918)
- Selim Nuno, a börzecézár (1918)
- Az ördög hegedűse (1919)

### Gyártásvezető
- Hyppolit, a lakáj (1931, Stein Józseffel)

### Forgatókönyvíró
- Rabmadár (1929)